# Engel (nazwisko)
Engel (polska forma żeńska: Engel/Engelowa/Engelówna; liczba mnoga: Engelowie) – niemieckie nazwisko. W polskim tłumaczeniu oznacza „Anioł”. Na początku lat 90. XX wieku w Polsce nosiło je 999 osób

## Znani Engelowie
- Alfred Engel (1911–) – polski pracownik administracyjny, Sprawiedliwy wśród Narodów Świata
- Carl Engel – osoby o imieniu Carl (Karl)
- Ernst Engel (1821–1896) – niemiecki statystyk i ekonomista
- Jerzy Engel (ur. 1952) – piłkarz i trener piłkarski
- Jerzy Engel Junior (ur. 1979) – piłkarz i trener piłkarski, syn Jerzego Engela
- Joel Engel (1868–1927) –  rosyjski kompozytor i folklorysta pochodzenia żydowskiego